# قطعنامه ۲۵۸ شورای امنیت
قطعنامه  ۲۵۸ شورای امنیت سازمان ملل متحد که در تاریخ ۱۸ سپتامبر ۱۹۶۸ تصویب شد، سندی بین‌المللی دربارهٔ وضعیت خاورمیانه است. این قطعنامه طی نشست ۱۴۵۲ام 
با ۱۴ موافق،۰ مخالف و۱ ممتنع تصویب شد.